# François-Noël Buffet
François-Noël Buffet (ur. 28 sierpnia 1963 w Lyonie) – francuski polityk, prawnik i samorządowiec, senator, w 2024 minister przy premierze do spraw terytoriów zamorskich, od 2024 minister przy ministrze stanu i ministrze spraw wewnętrznych.

## Życiorys
Z wykształcenia prawnik, podjął praktykę w zawodzie adwokata w Lyonie. Dołączył do gaullistowskiego Zgromadzenia na rzecz Republiki. Po przekształceniach partyjnych zostawał kolejno członkiem Unii na rzecz Ruchu Ludowego oraz Republikanów. W 1990 uzyskał mandat radnego Oullins. W latach 1997–2017 sprawował urząd mera tej miejscowości. Został także radnym lyońskiej metropolii. W 2004 po raz pierwszy wybrany w skład Senatu, uzyskiwał reelekcję w 2014 i 2020. W 2020 powołany na przewodniczącego komisji prawnej wyższej izby francuskiego parlamentu.
We wrześniu 2024 dołączył do rządu Michela Barniera, obejmując w nim stanowisko ministra przy premierze do spraw terytoriów zamorskich. W grudniu tego samego roku został natomiast ministrem przy ministrze stanu i ministrze spraw wewnętrznych w gabinecie François Bayrou.